# یواس‌اس پامپرو (۱۸۵۳)
یواس‌اس پامپرو (۱۸۵۳) (به انگلیسی: USS Pampero (1853)) یک کشتی بود که طول آن ۲۰۲ فوت ۳ اینچ (۶۱٫۶۵ متر) بود. این کشتی در سال ۱۸۵۳ ساخته شد.